# Kanadska hokejska reprezentanca
Kanadska hokejska reprezentanca je ena najuspešnejših hokejskih reprezentanc na svetu. Na svetovnih prvenstvih je s 28-imi zlatimi medalji najuspešnejša reprezentanca, na olimpijskih igrah pa je osvojila devet zlatih, štiri srebrne in tri bronaste medalje. 

## Selektorji

### Olimpijske igre
1. Gordon Sigurjonson, 1920
2. Frank Rankin, 1924
3. Conn Smythe, 1928
4. Jack Hughes, 1932
5. Al Pudas, 1936
6. Frank Boucher, 1948
7. Lou Holmes, 1952
8. Bobby Bauer, 1956, 1960
9. Father David Bauer, 1964
10. Jackie McLeod, 1968
11. Lorne Davis, Clare Drake, Tom Watt , 1980
12. Dave King, 1984, 1988, 1992
13. Tom Renney, 1994
14. Marc Crawford, 1998
15. Pat Quinn, 2002, 2006

### Svetovna prvenstva
1. Les Allen, 1930
2. Blake Wilson, 1931
3. Harold Ballard, 1933
4. Johnny Walker, 1934
5. Scotty Oliver, 1935
6. John Achtzener, 1937
7. Max Silverman, 1938
8. Elmer Piper, 1939
9. Max Silverman, 1949
10. Jimmy Graham, 1950
11. Dick Gray, 1951
12. Greg Currie, 1954
13. Grant Warwick, 1955
14. Sid Smith, 1958
15. Ike Hildebrand, 1959
16. Lloyd Roubell, 1961, 1962
17. Bobby Kromm, 1963
18. Gordon Simpson, 1965
19. Jackie McLeod, 1966, 1967, 1969
20. Johnny Wilson, 1977
21. Harry Howell, 1978
22. Marshall Johnston, 1979
23. Don Cherry, 1981
24. Red Berenson, 1982
25. Dave King, 1983
26. Doug Carpenter, 1985
27. Pat Quinn, 1986
28. Dave King, 1987, 1989, 1990, 1991, 1992
29. Mike Keenan, 1993
30. George Kingston, 1994
31. Tom Renney, 1995, 1996
32. Andy Murray, 1997, 1998
33. Mike Johnston, 1999
34. Tom Renney, 2000
35. Wayne Fleming, 2001, 2002
36. Andy Murray, 2003
37. Joel Quenneville, 2004
38. Marc Habscheid, 2005, 2006
39. Andy Murray, 2007